# Fundación Gallega contra el Narcotráfico
La Fundación Gallega contra el Narcotráfico (en gallego: Fundación galega contra o Narcotráfico) es una organización española fundada en 1994 por el periodista Felipe Teijeiro Suárez y representantes de la sociedad civil.
La intervención del patrimonio de los narcotraficantes, el incremento de las penas y la creación de la asignatura “Educación para la salud” se convirtieron en sus estandartes.

## Historia
Se creó originariamente como Plataforma galega contra o Narcotráfico.
En su composición, incluyó a médicos, profesores, amas de casa, vecinos, empresarios, políticos, integrantes de asociaciones de lucha contra la droga, toxicómanos rehabilitados y sacerdotes. Carmen Avendaño, declinó la invitación.
En julio de 1995, Antonio Martinón, presidente de la Comisión Mixta para el Estudio del Problema de las Drogas, se trasladó a Villagarcía de Arosa para reunirse con integrantes de la Plataforma, quienes le mostraron su preocupación porque la reforma aprobada por el gobierno de Felipe González no había incluido la “inversión de la carga de la prueba”, medida que obligaría a los narcotraficantes a demostrar el origen lícito de sus bienes.

### Congreso de Bamio
La PGCN decidió organizar el “I Congreso Nacional sobre Legislación Antinarcotrafico” que se inauguró el 22 de septiembre de 1995 en el Centro de Formación Ocupacional Marítima que el ISM tiene en Bamio-Villagarcía. El principal objetivo era sentar las bases para privar a los narcos de sus mansiones y dinero.
Asistieron 43 periodistas españoles y los telediarios de las principales cadenas conectaron en directo para informar sobre el evento.
Durante tres días, Carlos Bueren, juez de la Audiencia Nacional, Javier Zaragoza, Fiscal Antidroga en España, los portavoces de los grupos con representación en el Congreso de los Diputados y Jesús Palmou, presidente de la Comisión de Narcotráfico en el Parlamento de Galicia, presentaron las ponencias. Bueren defendió el embargo de los bienes de los grandes narcos.
En la última jornada se celebró una mesa redonda moderada por Felipe Suárez donde se puso de manifiesto que la “inversión de la carga de la prueba” era posible, necesaria y podría hacerse a través de una Ley Orgánica. Esto implicaría que las personas procesadas por un delito contra la salud pública tendrían que demostrar que sus bienes eran legales.
El Secretario de Estado para el Plan Nacional sobre Drogas, Carlos López Riaño intervino en la clausura, comprometiéndose a remitir las conclusiones del congreso a Viena.
Fueron firmadas por la Plataforma Galega contra o Narcotráfico, PP, IU, CIU y PNV, y apoyadas por Bueren y Zaragoza, siendo remitidas, además, a la Comisión de Justicia del Congreso de los Diputados y Senado, Comisión Mixta para el Estudio del Problema de las Drogas, Ministerio de Justicia e Interior y Unión Europea. El PSOE, se opuso a suscribirlas.
El Congreso de los Diputados, a instancias de IU, procedió a valorar las conclusiones del Congreso Nacional sobre legislación antinarcotráfico, como refleja el BOE de 10 de enero de 1996.
El 16 de diciembre de 1999, en el Congreso de los Diputados, los portavoces del PP, PSOE, IU, CIU y PNV, tras un nuevo encuentro con la Plataforma Galega contra o Narcotráfico, firman un acta donde se comprometen a aprobar una Ley Orgánica para validar la Inversión de la carga de la prueba y otras medidas.
En las habituales reuniones que la PGCN mantenía con máximos responsables de las Fuerzas y Cuerpos de Seguridad en Galicia y España, jueces, Fiscalía y otros órganos, se plasmó la necesidad de habilitar, además, la figura del Agente Infiltrado, Entregas Controladas, Ley de Fondo y la Regulación de las Intervenciones Telefónicas.
En el verano de 2001 la nueva Comisión Mixta para el Estudio del Problema de las Drogas llega a Villagarcía para reunirse con la PGCN e ir perfilando una legislación adecuada a los avances de las tramas organizadas.
En marzo de 2003 se dio luz verde al Proyecto de Ley para la Regulación del Fondo de Bienes decomisados.
Finalmente, en noviembre se reforma el Código Penal a través de una Ley Orgánica, como se propuso en el I Congreso Nacional sobre Legislación Antinarcotráfico, en relación con los Delitos de Tráfico Ilegal de Drogas.
Los magistrados Baltasar Garzón y Carlos Bueren fueron los primeros en desarticular los bienes de un narcotraficante, en este caso de Laureano Oubiña, incluido el Pazo Baión. Bueren expuso que “El Congreso de Bamio marcó un antes y un después en la lucha contra el tráfico de drogas".

### De la incautación de los bienes a la actualidad
En enero de 2002 la PGCN se transformó en la Fundación Galega contra o Narcotráfico que actualmente, en colaboración con el Colegio de Procuradores de La Coruña y con el respaldo del Plan Nacional sobre Drogas, administra, gestiona y vende los bienes intervenidos (un procedimiento pionero en España). El patrimonio de los narcos se puede reutilizar sin llegar a juicio.
Integra a numerosos órganos, entre ellos ayuntamientos, asociaciones de lucha contra las drogas y otras entidades, tiene su sede en la Plaza de Galicia, en Villagarcía de Arosa y realiza actividades orientadas a la prevención y represión.
En uno de sus Foros, en diciembre de 2005, participó el Fiscal Antimafia de Italia, azote de la Mafia, quien desembarcó en la Ría de Arousa en su primera salida al extranjero. Pietro Grasso y el Fiscal Antidroga en España, Javier Zaragoza decidieron suscribir un convenio bilateral entre ambos países.
En 2006 se instauró “Paños blancos contra la droga”, una de las iniciativas más relevantes en materia de sensibilización, imitando a los sicilianos que colgaban sábanas en el balcón en rechazo a la mafia. La rebelión social había llegado a Galicia.
En 2008, en una subasta pública, la bodega Condes de Albarei adquirió el mítico Pazo Baión, la joya de Laureano Oubiña.
La FGCN levantó un monumento al drogodependiente en el Pazo Vista Real, mansión de Manuel Charlin adquirida por el Ayuntamiento de Vilanova en subasta celebrada en 2010.
En 2017 La Fundación obtiene la Cruz al Mérito Policial, y en 2018 el Diploma de la Brigada Central de Estupefacientes.
Desde su transformación de Plataforma a Fundación en 2002 , en su tradicional gala anual se entregan "Las nécoras de oro" a aquellas figuras y colectivos más relevantes en la lucha y prevención del tráfico de drogas. Algunos de los galardonados con el premio han sido Baltasar Garzón, Javier Zaragoza, Luis del Olmo, Gemma Nierga, Proyecto Hombre, Brigada Central de Estupefacientes, la DEA o Vázquez Taín.